# Warlords Battlecry
Warlords Battlecry là một game chiến lược thời gian thực được phát hành vào năm 2000 dành cho Microsoft Windows. Đây là phần đầu tiên trong dòng game dàn trận mới dựa theo sê-ri game theo lượt cũ và thành công mang tên Warlords của Steve Fawkner. Ngoài ra nhà sản xuất còn làm tiếp thêm hai phần nữa là Warlords Battlecry II (2002) và Warlords Battlecry III (2004).

## Lối chơi
Warlords Battlecry giới thiệu một hệ thống xây dựng anh hùng, kết hợp các yếu tố chiến lược thời gian thực với các yếu tố nhập vai (phát triển anh hùng, chỉ số và kỹ năng). Điều này làm cho phiên bản đầu tiên của dòng game được gọi là "chiến lược nhập vai", một thuật ngữ do Steve Fawkner tạo ra. Cốt truyện của game chủ yếu nói về cuộc chiến tranh giành quyền kiểm soát một nguồn phép màu cổ xưa của vùng đất Etheria giữa hai thế lực chánh tà với sự hiện diện của chín chủng tộc được phần thành ba nhóm gồm:
- Các chủng tộc Văn minh: Human, Dwarf và Undead
- Các chủng tộc Man rợ: Barbarian, Orc và Minotaur
- Các chủng tộc loài Elf: High Elf, Wood Elf và Dark Elf

Game có bốn nghề nghiệp là Warrior, Wizard, Rogue, Priest. Mỗi nghề có ít nhất ba đặc trưng riêng biệt với các kỹ năng và lĩnh vực ma thuật khác nhau. Một trong những điểm nổi bật nhất của game là các công trình xây dựng, đặc biệt là các pháo đài. Chính việc xây dựng các pháo đài sao cho hợp lý cũng như mức độ cách tấn công và giữ gìn chúng đã tạo nên linh hồn cho trò chơi ngay từ những phiên bản đầu tiên của Warlords.
Về phần Skirmish trong mục chơi mạng của Warlords Battlecry, người chơi có thể thay đổi nhiều thứ: từ mức độ AI cho đến địa hình. Đặc biệt, người chơi có thể chọn điều kiện thắng tương tự như dòng game Age of Empires. Có tất cả 12 điều kiện thắng màn khác nhau. Các điều kiện này khá phong phú: từ cách thắng truyền thống là đánh bại hết quân thù cho đến những điều kiện mới như ai chiếm được nhiều công trình nhất trong 30 phút hoặc ai có nhiều tài nguyên nhất sau một khoảng thời gian nào đó... các điều kiện thắng màn này sẽ giúp ích cho người chơi rất nhiều khi tiến hành những cuộc thư hùng trên mạng.